# Treetops Lodge

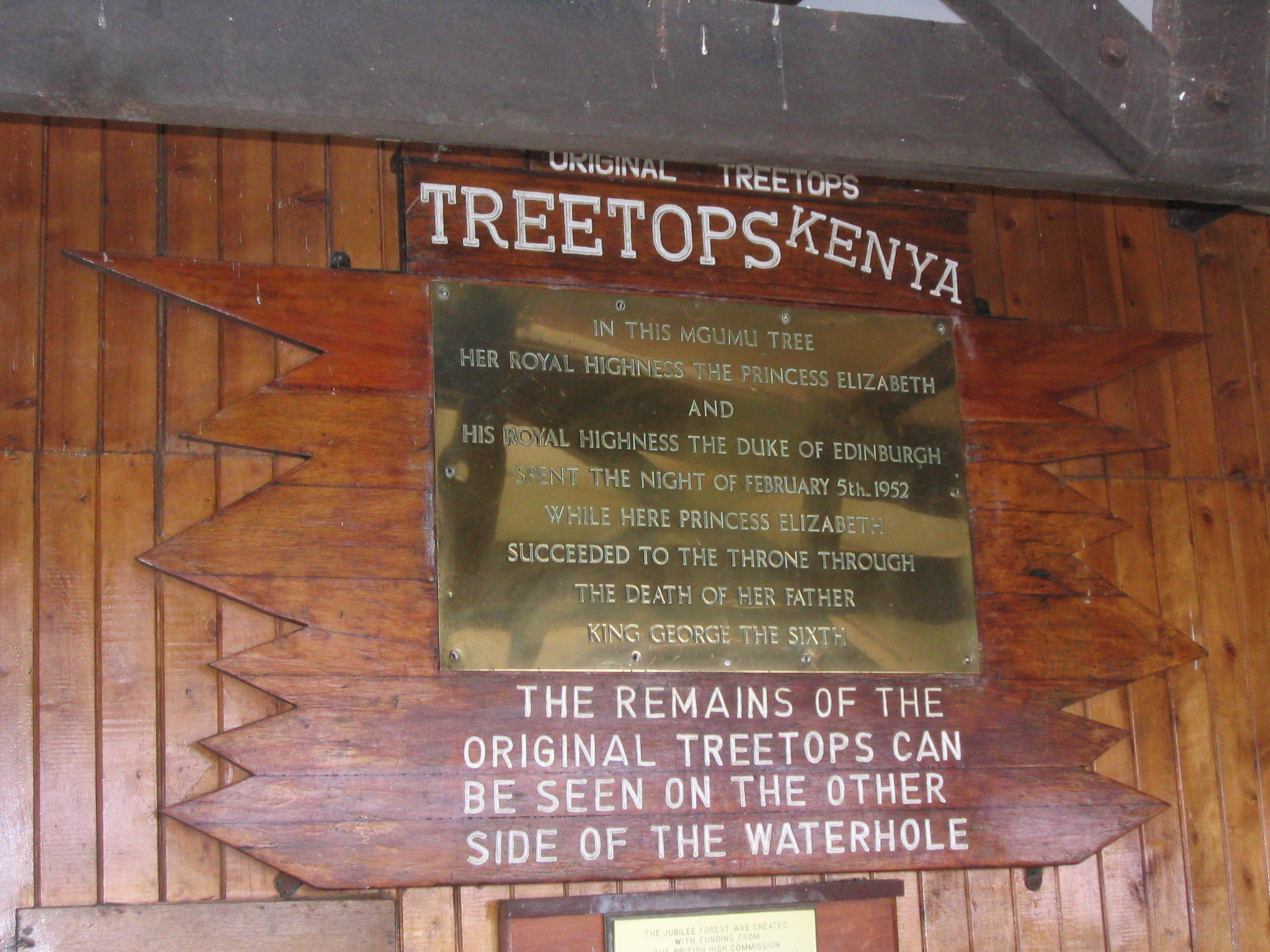
Minnesplakett

Treetops Lodge var ett vildmarkshotell beläget i Aberdare nationalpark, Kenya. Det är framför allt känt för att den brittiska tronföljaren prinsessan Elizabeth befann sig här, när hon blev regerande drottning 1952. Den ursprungliga lodgen hade två rum. Den förstördes helt 1954 i samband med Mau-Mau-upproret, byggdes om 1957och byggdes senare också till. Efter en totalrenovering 2012 bestod hotelldelen av Treetops av 36 rum.Treetops, som var Kenyas äldsta vildmarkshotell, stängdes 2021 som en följd av Covid-19-pandemin. Det ägdes vid sin stängning 2021 av Aberdare Safari Hotels Limited, som också ägde Outspan Hotel i Nyeri i Kenya.

## Historik
Treetops Lodge byggdes på initiativ av Eric Sherbrooke Walker och invigdes 1932. Den bestod av två rum och byggdes bokstavligen i trädtopparna i parken, intill ett vattenhål, och möjliggjorde för besökarna att skåda vilda djur från en säker plats. Den ursprungliga konstruktionen brändes ner av afrikanska gerillakrigare under Mau-Mau-upproret 1954. Hotellet byggdes om intill samma vattenhål och har cirka 36 rum, varav flerparten byggda på pelare. Rester av den ursprungliga byggnaden finns kvar på motsatta sidan av vattenhålet.
Treetops är främst känd för att den ligger på platsen där prinsessan Elizabeth befann sig med sin make prins Philip natten mellan den 5 och 6 februari 1952, då hennes far kung Georg VI avled, och hon blev drottning av Förenade konungariket Storbritannien och Nordirland, Kanada, Australien, Nya Zeeland, Sydafrika, Pakistan och vad som då hette Ceylon. Lodgen bestod då av tre rum, med sammanlagt åtta bäddar.
Kronprinsessan Elizabeth och prins Philip hade lämnat London den 31 januari 1952, och anlände till Nairobi den 1 februari 1952, på hennes första officiella besök i Kenya. Hon genomförde resan i egenskap av "Counsellor of State", i stället för sin far, som några månader tidigare på grund av ohälsa avråtts från resor.
Paret anlände till Sagana Hunting Lodge vid foten av Mount Kenya den 3 februari 1952, men tillbringade natten på Treetops Lodge. Dödsbudet nådde kronprinsessan först efter parets återkomst till Sagana Hunting Lodge, efter vistelsen på Treetops. Sällskapet avreste tillbaka till London med flyg från Entebbe-flygplatsen i Uganda den 6 februari 1952.
Drottning Elizabeth II återbesökte Treetops Lodge den 13 november 1983, drygt trettio år efter sin första vistelse där.
Den legendariske jägaren Jim Corbett, som var kronprinsessans livvakt 1952, skrev följande rader i Treetops gästbok:
| ”                              | För första gången i världshistorien klättrade en ung dam upp i ett träd en dag, som prinsessa, för att nästa dag klättra ner som drottning, efter vad hon själv beskrev varit hennes mest spännande upplevelse — Gud välsigne henne. | „ |
| – Gästbok 1954, Treetops Lodge | |   |